# Domenico Guglielmini

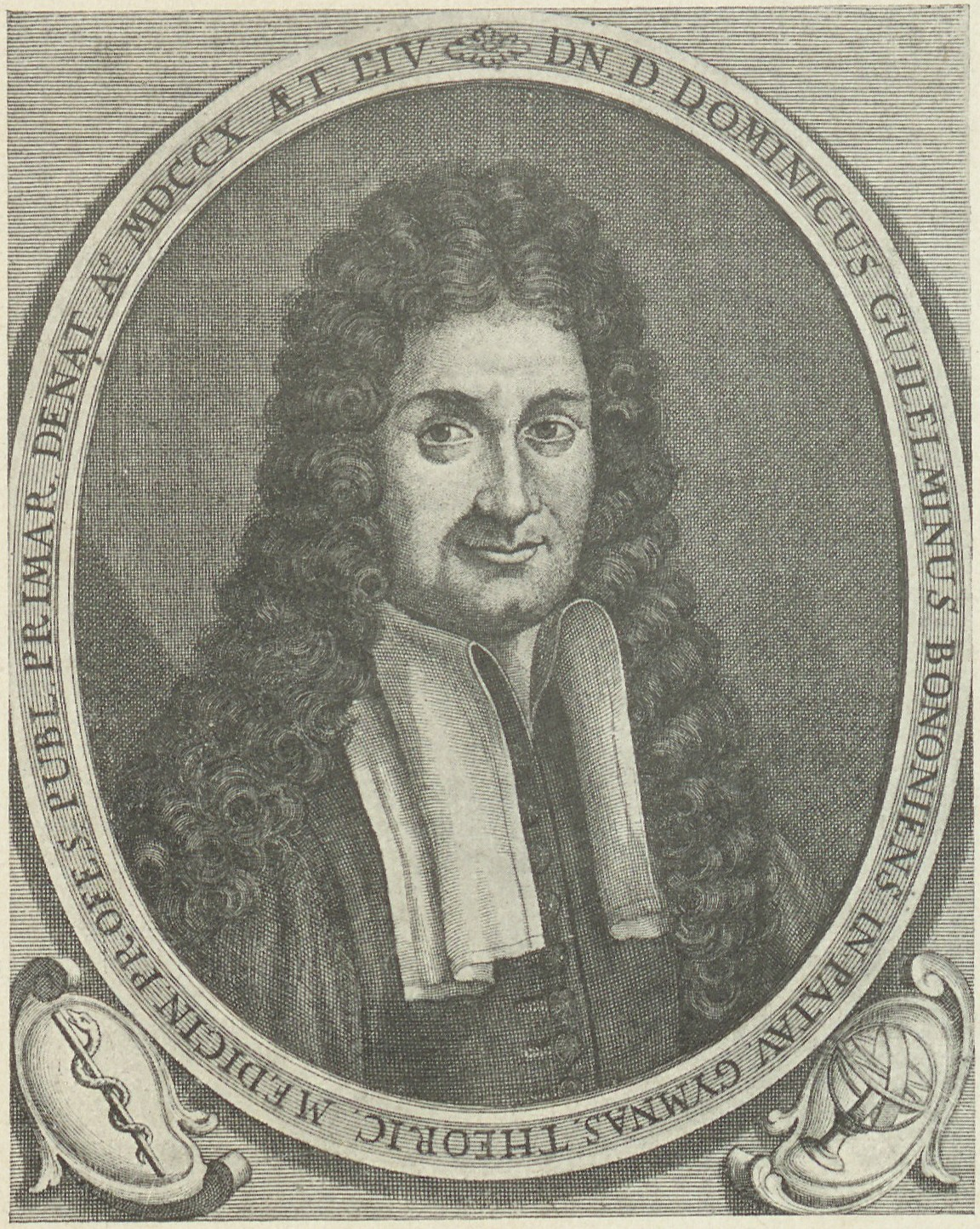
Domenico Guglielmini, Stich, 1731

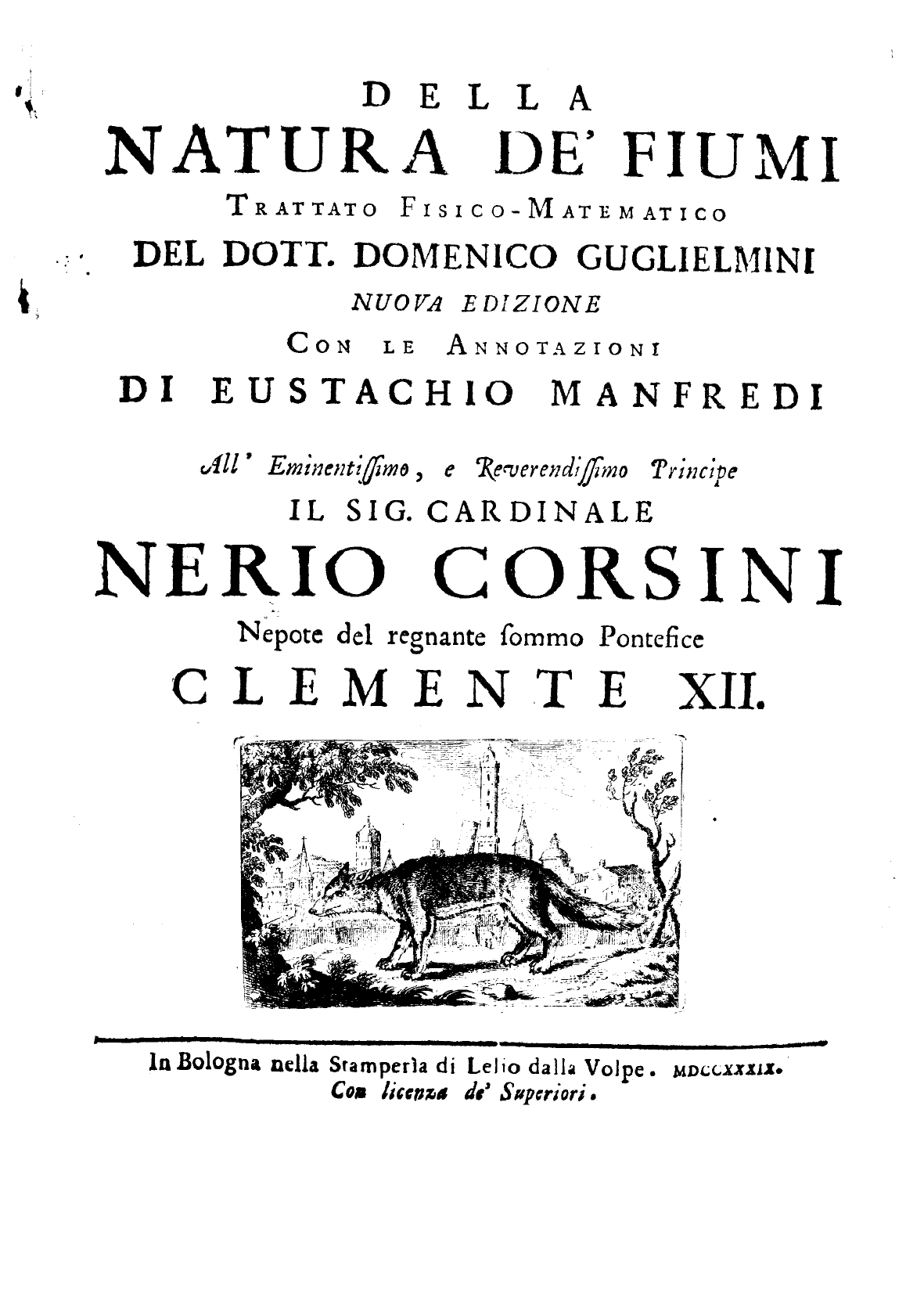
Natura de’ fiumi

Domenico Guglielmini (* 27. September 1655 in Bologna; † 12. Juli 1710 in Padua) war ein italienischer Mediziner, Mathematiker und Chemiker.

## Leben und Wirken
Guglielmini studierte an der Universität Bologna Medizin und schloss das Studium 1678 bei Marcello Malpighi mit dem Doktorat ab. Gleichzeitig studierte er Mathematik bei Geminiano Montanari. 1686 wurde er zum Intendanten der Gewässer (intendente generale delle acque) des Bologneser Gebietes ernannt; ein wichtiger Auftrag, denn die vielen, sich im Gebiete befindenden Gewässer erforderten eine sorgfältige Überwachung zur Vermeidung von Überschwemmungen. Die Erfahrungen, die er dabei sammelte, veröffentlichte er 1697 in seinem Werk über die Hydraulik der Flüsse Della natura dei fiumi.
Guglielmini war mit der Bologneserin Costanza Gioannetti vermählt. Aus dieser Ehe entsprossen drei Töchter und der Sohn Giuseppe Ferdinando, der eine Biographie des Vaters verfasste.
1690 wurde Guglielmini zum Professor der Mathematik an der Universität Bologna ernannt und 1694 zum jenen der Hydrometrie, Lehrstuhl der eigens für ihn errichtet wurde. Aufgrund seines Ruhmes in der Hydrometrie wurden Domenico Guglielmini  von der Seerepublik Venedig mehrere Aufträge erteilt und 1698  wurde er als Professor der Mathematik an die Universität Padua berufen. Dort konnte er auch seine Studien in der Medizin weiterführen, sodass er 1702, nach dem Rücktritt von Pompeo Sacchi (1634–1718), auch den Lehrstuhl der Medizin übernahm. Diese beiden Lehrstühle hatte er bis zu seinem Tode inne.
Ende 1709 erkrankte er schwer und war gezwungen seine Lehrtätigkeit aufzugeben; acht Monate später verstarb er an einer Hirnblutung im Alter von 54 Jahren. Er wurde in der Kirche von San Massimo in Padua beigesetzt (in derselben Kirche, in der später auch sein Biograph Giovanni Battista Morgagni beigesetzt wurde); in der Basilika Sant’Antonio da Padova in Padua wurde ihm zu Ehren ein Denkmal errichtet.

## Wissenschaftliche Arbeiten
Domenico Guglielmini war einer der wenigen Wissenschaftler seiner Zeit, die den hohen Stellenwert der Mathematik in den empirischen Wissenschaften erkannten. Seine wissenschaftlichen Forschungen umfassten die Hydraulik, die Chemie und die Kristallographie, die Medizin, die Astronomie, die Physik und die Mathematik. Seine Untersuchungen in der Hydraulik gelten als grundlegend und seinen Ruhm in der Geschichte dieser Wissenschaft verdankte er lange Zeit seinen Studien über die Mechanik der Flüssigkeiten.
Auf dem Gebiet der Chemie und der Kristallographie war Guglielmini der erste, der sich für die Kristallbildung der Salze interessierte. Bei seinen vielen Untersuchungen unter dem Mikroskop beobachtete er immer dieselbe Kristallform. Er zeigte, dass die Winkel, die von den Oberflächen der Kristalle gebildet werden, konstant sind und dass dieselbe Substanz immer die gleiche Kristallform aufweist. Mit seinen Studien erweiterte und verallgemeinerte er das Gesetz von der Winkelkonstanz, das von Nicolaus Steno bei Untersuchungen an Quarz gefunden worden war. Guglielmini führte die Winkelkonstanz auf die Existenz von Molekularkräften mit unveränderlichen und konstanten Gesetzen zurück. Guglielmini gilt daher mit Jean-Baptiste Romé de L’Isle und René Just Haüy als einer der Väter der Kristallographie.
Die Forschungen Guglielminis auf dem Gebiet der Medizin galten vor allem der Beschaffenheit und der Natur des Blutes. Es scheint, als sei Guglielmini der Erste gewesen, der die Existenz von kristallisierbaren Salzen im Blut nachwies; ebenso erkannte er, dass ein Blutgerinnsel aus roten Blutkörperchen besteht, die in einem Fibrinnetz eingeschlossen sind.
Auf dem Gebiet der Physik akzeptierte Guglielmini die Wellentheorie des Lichts, die erstmals der Bologneser Mönch Francesco Maria Grimaldi postulierte. Guglielmini veröffentlichte auch einige astronomische Beobachtungen. Sein astronomisches Interesse wurde durch den Kometen C/1680 V1 geweckt, den man im Winter 1680–1681 des Jahres in Bologna sehen konnte, und durch die Sonnenfinsternis des 12. Juli 1684.

## Werke
Gesammelte Werke
- Opera omnia mathematica, hydraulica, medica, et physica. Accessit vita autoris, a Jo. Baptista Morgagni ... cum figuris et indicibus necessariis. Sumptibus Cramer, Perachon et socii, Genf 1719 — Online: 1. Band ; 2. Band

Hydraulik
- Aquarum fluentium mensura noua methodo inquisita. Typographia Pisariana, Bologna 1690–1691
- Epistolae duae hydrostaticae altera apologetica aduersus obseruationes contra mens. aquarum fluentium a clarissimo viro Dionisio Papino factas ... altera de velocitate, et motu fluidorum in siphonibus recuruis suctoriis. Apud h.h. Antonii Pisarii, Bologna 1692[1]
- Della natura de’ fiumi trattato fisico-matematico ... In cui si manifestano le principali proprietà de’ fiumi, se n’ indicano molte sin’ hora non conosciute, e si dimostrano d’vna maniera facile le cause delle medesime. Eredi Antonio Pisarri, a spese di Ludouico Maria Ruinetti libraro al Mercurio, Bologna 1697
  - Della natura de’ fiumi trattato fisico-matematico. Stamperìa di Lelio dalla Volpe, Bologna 1739 — Mit Bemerkungen von Eustachio Manfredi
- Risposta al parere de’ molto reverendi padri Seur e Jacquier sopra i diversi progetti per il regolamento delle acque delle tre provincie di Bologna Ferrara e Romagna.[2] Andrea Bonducci, Florenz 1765

Chemie und Kristallographie
- Riflessioni filosofiche dedotte dalle figure de’ sali ... espresse in vn discorso recitato nell’Accademia filosofica esperimentale di monsig. arcidiacono Marsigli la sera delli 21. marzo 1688, Eredi d’Antonio Pisarri, Bologna 1688, in dt. Übersetzung von Karl Mieleitner: Die Anfänge der Theorien über die Struktur der Kristalle. D.G.s „Philosophische Betrachtungen, abgeleitet von den Formen der Salze“, Fortschritte der Mineralogie, Kristallographie und Petrographie 8 (1923): 199–234.
- De salibus dissertatio epistolaris physico-medico-mechanica conscripta a Dominico Guglielmini. philosopho et medico Bononiensi. Apud Aloysium Pavinum, Venedig 1705
  - De salibus dissertatio epistolaris physico-medico-mechanica. Fredericum Haaring, Leiden 1707

Medizin
- De sanguinis natura & constitutione exercitatio physico-medica. Ex typographia Andreae Poleti, Venedig 1701
- Pro theoria medica aduersus empiricam sectam praeletio habita Patavii die 2. Maii 1702 ... Dum a mathematicarum scientiarum cathedra ad primam theoreticae medicinae transitum faceret. Typis Hieronymi Albriccii, Venedig 1702
- Exercitatio de idearum vitiis correctione et usu ad statuendam et inquirendam morborum naturam. Apud Josephum Corona, Padua 1707
- Commentaria in primam Aphorismorum Hippocratis sectionem. Praemittuntur praelectiones tres in idem argumento. Apud Thomam Colli ex typographia S. Thomae Aquinatis, Bologna 1748

Physik und Astronomie
- Volantis flammae ... epitropeia, siue Propositiones geographico-astronomico-geometrico-opticae ... demonstratae. Ex typographia Manoiessiana, Bologna 1677
- De cometarum natura et ortu epistolica dissertatio occasione nouissimi cometae sub finem superioris anni ; et inter initia currentis obseruati conscripta. Typis haeredis Dominici Barberii, Bologna 1681
- De principio sulphureo dissertationes quibus mantissae loco accessit dissertatio de aethere. Apud Andream Poleti, Venedig 1710
- Observatio solaris eclipsis anni 1684. Bononiae habita die 12. iulii eiusdem anni. Typis Jo. Baptistae Conzatti, Padua 1711

## Ehrungen
- 1686 Membre associé étranger de l’Académie royale des sciences; erster Italiener, dem diese Ehre zuteilwurde.
- 1687 Mitglied der Camera di geografia e nautica, Bologna,  die von Luigi Ferdinando Marsili gegründete Akademie für Physik.
- 1698 Mitglied der Royal Society, London.[3]
- 1699 Mitglied der Académie des sciences.[4]
- 1708 Mitglied der Leopoldina.